# Volar (personaje)
Volar es un personaje ficticio creado por Ted Mininni para ser la mascota oficial de la Concacaf.

## Concepto y creación
Según la Concacaf es un ave marina guiada con por el espíritu del océano simbolizando la unidad y pasión y conexión entre las 41 asociaciones miembro y el océano que las une. El personaje fue creado por Ted Mininni, presidente y director creativo de Design Force.

## Aspecto
Volar es un ave con una camisola de color dorada con el logotipo de la Concacaf en el pecho y una pantaloneta negra, los botines también son de color negro. En sus alas están las 41 banderas de todas las federaciones de la confederación.

## Apariciones
Volar apareció con su propio comic publicado por Marvel y tuvo una aparición en el juego online Super League Soccer en Roblox.